# Iceromyia
Iceromyia is een geslacht van vliesvleugeligen uit de familie Encyrtidae. De wetenschappelijke naam van dit geslacht is voor het eerst geldig gepubliceerd in 1980 door Noyes.

## Soorten
Het geslacht Iceromyia is monotypisch en omvat slechts de volgende soort:
- Iceromyia flavifrons Noyes, 1980